# Мусаб Хедер
Мусаб Хедер (араб. مصعب خضر, нар. 1 січня 1993, Хартум) — катарський футболіст суданського походження, захисник клубу «Ас-Садд» та національної збірної Катару.
Чемпіон Катару. Дворазовий володар Кубка шейха Яссіма.

## Клубна кар'єра
Народився 26 вересня 1993 року в місті Хартум. Вихованець футбольної школи клубу «Ас-Садд». Дорослу футбольну кар'єру розпочав 2013 року в основній команді того ж клубу, в якій провів чотири сезони, взявши участь у 45 матчах чемпіонату.
Протягом 2017 року захищав кольори клубу «Ар-Райян».
Своєю грою за останню команду знову привернув увагу представників тренерського штабу клубу «Ас-Садд», до складу якого повернувся 2017 року. Цього разу відіграв за катарську команду наступні два сезони своєї ігрової кар'єри.
Протягом 2019—2020 років захищав кольори клубу «Аль-Арабі».
До складу клубу «Ас-Садд» приєднався 2020 року. Станом на 14 листопада 2022 року відіграв за катарську команду 36 матчів в національному чемпіонаті.

## Виступи за збірні
Протягом 2015–2016 років залучався до складу молодіжної збірної Катару. На молодіжному рівні зіграв у 10 офіційних матчах.
У 2016 році дебютував в офіційних матчах у складі національної збірної Катару.
У складі збірної був учасником чемпіонату світу 2022 року у Катарі.
| Дата       | Місто                | Господарі   | Результат               | Гості          | Турнір                                          | Голи | Примітки |
| ---------- | -------------------- | ----------- | ----------------------- | -------------- | ----------------------------------------------- | ---- | -------- |
| 9-3-2017   | Доха                 | Катар       | 1 – 2                   | Азербайджан    | товариський матч                                | -    | 68'      |
| 6-6-2017   | Доха                 | Катар       | 2 – 2                   | Північна Корея | товариський матч                                | -    |          |
| 13-6-2017  | Доха                 | Катар       | 3 – 2                   | Південна Корея | Відбір до ЧС 2018                               | -    | 62'      |
| 23-8-2017  | Доха                 | Катар       | 2 – 1                   | Туркменістан   | товариський матч                                | -    | 85'      |
| 31-8-2017  | Малакка              | Сирія       | 3 – 1                   | Катар          | Відбір до ЧС 2018                               | -    | 27'      |
| 5-10-2017  | Доха                 | Катар       | 3 – 1                   | Сінгапур       | товариський матч                                | -    |          |
| 10-10-2017 | Доха                 | Катар       | 1 – 2                   | Кюрасао        | товариський матч                                | -    | 6' 62'   |
| 11-11-2017 | Доха                 | Катар       | 0 – 1                   | Чехія          | товариський матч                                | -    |          |
| 14-11-2017 | Доха                 | Катар       | 1 – 1                   | Ісландія       | товариський матч                                | -    | 67'      |
| 14-12-2017 | Доха                 | Катар       | 1 – 2                   | Ліхтенштейн    | товариський матч                                | -    |          |
| 10-10-2019 | Дака                 | Бангладеш   | 0 – 2                   | Катар          | Відбір до ЧС 2022                               | -    |          |
| 14-11-2019 | Доха                 | Катар       | 2 – 0                   | Сінгапур       | товариський матч                                | -    | 70'      |
| 19-11-2019 | Душанбе              | Афганістан  | 0 – 1                   | Катар          | Відбір до ЧС 2022                               | -    | 80'      |
| 2-12-2019  | Доха                 | Катар       | 4 – 2                   | ОАЕ            | Кубок націй Перської затоки 2019 - 1-й етап     | -    |          |
| 12-10-2020 | Анталія              | Гана        | 5 – 1                   | Катар          | товариський матч                                | -    | 45'      |
| 4-12-2020  | Доха                 | Катар       | 5 – 0                   | Бангладеш      | Відбір до ЧС 2022                               | -    |          |
| 3-6-2021   | Мумбаї               | Індія       | 0 – 1                   | Катар          | Відбір до ЧС 2022                               | -    |          |
| 7-6-2021   | Маскат               | Оман        | 0 – 1                   | Катар          | Відбір до ЧС 2022                               | -    | 35'      |
| 4-7-2021   | Пула                 | Катар       | 1 – 0                   | Сальвадор      | товариський матч                                | -    | 46'      |
| 13-7-2021  | Х'юстон              | Катар       | 3 – 3                   | Панама         | Кубок КОНКАКАФ 2021 - 1-й етап                  | -    | 90'      |
| 4-9-2021   | Дебрецен             | Катар       | 1 – 3                   | Португалія     | товариський матч                                | -    | 87'      |
| 7-9-2021   | Люксембург           | Люксембург  | 1 – 1                   | Катар          | товариський матч                                | -    | 87'      |
| 11-11-2021 | Белград              | Сербія      | 4 – 0                   | Катар          | товариський матч                                | -    | 87'      |
| 14-11-2021 | Баку                 | Азербайджан | 2 – 2                   | Катар          | товариський матч                                | -    |          |
| 30-11-2021 | Ель-Хаур             | Катар       | 1 – 0                   | Бахрейн        | Кубок арабських націй 2021 - 1-й етап           | -    | 82'      |
| 3-12-2021  | Ер-Райян             | Оман        | 1 – 2                   | Катар          | Кубок арабських націй 2021 - 1-й етап           | -    | 38'      |
| 6-12-2021  | Ель-Хаур             | Катар       | 3 – 0                   | Ірак           | Кубок арабських націй 2021 - 1-й етап           | -    |          |
| 18-12-2021 | Доха                 | Єгипет      | 0 – 0 д.ч. (4 – 5 п.п.) | Катар          | Кубок арабських націй 2021 - матч за 3-тє місце | -    | 79'      |
| 29-3-2022  | Ер-Райян             | Катар       | 0 – 0                   | Словенія       | товариський матч                                | -    | 87'      |
| 26-8-2022  | Вінер-Нойштадт       | Катар       | 1 – 1                   | Ямайка         | товариський матч                                | -    | 90+6'    |
| 9-11-2022  | Сан-Педро Алькантара | Катар       | 1 – 0                   | Албанія        | товариський матч                                | -    | 61'      |
| 29-11-2022 | Ель-Хаур             | Нідерланди  | 2 – 0                   | Катар          | ЧС 2022 - 1-й раунд                             | -    | 85'      |
| Усього     |                      | Матчів      | 32                      |                | Голів                                           | 0    |          |

## Титули і досягнення
- Чемпіон Катару (4):

«Ас-Садд»: 2020-21, 2021-22, 2023-24, 2024-25
- Володар Кубка шейха Яссіма (2):

«Ас-Садд»: 2014, 2017
- Володар Кубка Еміра Катару (5):

«Ас-Садд»: 2014, 2015, 2020, 2021, 2024
- Володар Кубка наслідного принца Катару (2):

«Ас-Садд»: 2021, 2025